# Егиазарян, Арсен Арташесович
Арсен Арташесович Егиазарян (арм. Արսեն Եղիազարյան; 18 июня 1970, Ереван — 20 апреля 2020) — армянский шахматист, гроссмейстер (2001). Заслуженный тренер Республики Армения (2012).
Главный тренер женской сборной Армении. Участвовал в двух шахматных олимпиадах: Москва, 1994 и Ереван, 1996 (играл за 3-ю сборную).
Победитель Кубка европейских клубов 1995 года в составе команды «Ереван».
Лучшие результаты в международных соревнованиях: Ереван (1994, 3-5-е), Тбилиси (2001, 1-е), Батуми (2001, 2-е). В Аэрофлот Опен (турнир «А2») 2005 года поделил 1-3 места.

## Изменения рейтинга
| Графики недоступны из-за технических проблем. См. информацию на Фабрикаторе и на mediawiki.org. |